# Vladimir de Kiev
Pour l’article homonyme, voir Vladimir Ier.
Le métropolite Vladimir, né Vassily Nikiforovitch Bogoïavlenski (en russe : Васи́лий Ники́форович Богоявле́нский) le 1er janvier 1848 (13 janvier dans le calendrier grégorien) dans le gouvernement de Tambov (Empire russe) et mort le 25 janvier 1918 à Kiev, est un martyr orthodoxe du XXe siècle. Il est métropolite de Moscou de 1898 à 1912, ainsi que de Saint-Pétersbourg de 1912 à 1915 et de Kiev de 1915 à sa mort.

## Biographie
Il naît le 1er janvier (dans le calendrier julien en vigueur à l'époque en Russie.) ou 13 janvier (dans le calendrier grégorien) 1848 dans la famille du prêtre Nikiphore Bogoïavlenski (qui sera martyrisé comme son fils) dans le village de Malomorchevka de l'ouïezd de Morchansk dans le gouvernement de Tambov. Il est lointainement apparenté à l'archevêque de Tchernigov Vassili (Bogoïavlenski) (1867-1918).
Il est diplômé du petit séminaire de Tambov en 1864 et du séminaire du même lieu en 1870, puis de l'académie théologique de Kiev en 1874 avec le grade de candidat en théologie; sa thèse étant intitulée Sur le droit de l'excommunication. Dès 1874, il enseigne l'homilétique, la liturgie et la théologie pastorale au séminaire de Tambov, et en plus à partir de 1875 l'Écriture Sainte. En outre, il enseigne l'allemand au séminaire et la géographie à l'école diocésaine de jeunes filles, puis au lycée de jeunes filles.
(...)
En décembre 1915, Vladimir est nommé métropolite de Kiev et de Galicie. Peu après la révolution d'Octobre, lorsque l'armée de Mouraviov envahit l'Ukraine, il est arrêté par cinq soldats et immédiatement abattu le 25 janvier (7 février) 1918 à la laure des Grottes de Kiev.
Vladimir est canonisé en tant que martyr en 1992 par l'Église orthodoxe russe.